# Nikki Nine
Nikki Nine (Condado de Orange, California; 5 de junio de 1988) es una actriz pornográfica estadounidense.
El 5 de octubre de 2006 firmó un contrato exclusivo por un año con Hustler teniendo sólo 18 años, haciendo su debut fílmico ese mismo mes en la película The Erotic Adventures of Nikki Nine. Antes de ello hizo algunas tomas para la revista Barely Legal de Hustler, publicadas posteriormente en febrero de 2007.
Su contrato con Hustler culminó en febrero de 2007 pues, según Nine, ello se debía a su nuevo tatuaje.

## Premios
- 2008 Premios AVN nominada – Mejor escena de mujeres, video – The Erotic Adventures of Nikki Nine[5]